# 石門芝麻大酒店
24°49′06″N 121°14′30″E / 24.818256°N 121.241562°E
石門芝麻大酒店，是位於臺灣桃園市龍潭區石門水庫風景區的飯店，1976年開始營運，為臺灣不動產投資信託的首例，曾繁華一時，因石門水庫旅遊衰退而經營不善、又遭泥水淹沒，最終關閉。

## 歷史

### 籌建
1965年，行政院頒定「石門水庫觀光事業以鼓勵民間投資為原則」方針，山坡地租金以公告地價4%收取，開始帶動當地娛樂、觀光業。石門水庫建設委員會准許由淹沒區民眾在水域經營遊湖事業、開放捕魚就地供應沿湖餐廳，連帶吸引等多家飯店相繼進駐後池堰上方，旅館建築與大壩相互輝映，吸引不少遊客光顧。隨著台北、中壢間的中山高速公路通車及桃園國際機場興建，石門水庫逐漸形成條件優厚的國際觀光勝地。1974年，華美建設負責人張克東以「大眾集資，專家經營」的方式，宣傳在石門水庫旁投資興建石門芝麻大酒店。張克東招待李亦海等榮民來石門遊玩時，說為答謝勞苦功高的退役榮民及分享利潤給大眾，特辦理「榮民同志優利存款」，除比照銀行利率外，加給紅利，以改善榮民生活，說服這群榮民把退伍金、撫卹金及積蓄都投進去。此銷售模式為臺灣REITs的首創，集資新臺幣四億五千萬元。
1974年10月公開銷售，整座酒店分為六百個持分單位，每一單位售價為新臺幣四十萬元。訂購者除擁有持分產權之外，華美建設並保證其享有「累進收租」及「超額還本」之利。亦即投資者在五年期間，每一年所得到的租金，依序為四萬、五萬、六萬、七萬、七萬元，共計可得廿九萬元的租金。五年租賃合約期滿後，可續約五年或轉售，轉售時每一單位華美建設將以不低於六十萬元（即原價的150%）的價格收回。由於這種投資報酬率高，再加上華美建設之前實現華美大廈五年對本的諾言，石門芝麻大酒店的持分單位在二個半月內即銷售一空。
1974年12月15日酒店破土興建，張克東主持，各機關首長、桃園縣各界人士、臺北市工商界人士、北部及中南部顧客等二千餘人應邀前往觀禮。華美建設改變以往一向採用鐵鏟破土的慣例，改用按鈕電動爆破方式進行，並施放高空煙火、空飄氣球。

### 落成
1976年8月14日下午3點舉行落成開幕典禮，由張克東主持，並請何應欽啟鑰，政府首長、民意代表、旅遊業暨來賓五千餘人應邀觀禮。
建築八層樓高，全長二百五十七公尺，純白的外貌在青山翠林之間，極為醒目。酒店前擺了一座木彫，圖案是載滿木材的牛車，題字取自孫中山名言「吾心信其可行，則移山填海、必有可成之日……」，意味著做事業就要有牛馬精神，任重道遠。
裝潢採用中國風味，內有二百多間套房、一間總統套房。另外有許多附屬設備，如一樓的老爺酒廊、九鼎夜總會，二樓有各種賣店和翡翠咖啡廳，七樓為鐵板燒餐廳，八樓有九龍中餐廳、三溫暖、美容院。戶外休閒活動設施有游泳池、網球場、高爾夫練習場，電影院以及石門水庫遊艇服務等。最大的特色，即是三樓部份設有耗資千餘萬元的醫療中心。
開幕之初盛況空前，吸引達官貴人和商業鉅子，在衣香鬢影間，此處頓時成了「高品味、高享受」的代名詞。1977年，張克東表示芝麻酒店開業一年來，前往住宿的旅客，已超過十二萬人次，其中以國外觀光客居多。1978年，他複製石門經驗到臺北市興建芝麻大廈（中興百貨），首創國內第一棟多目標綜合性大廈規畫，在房地產業界引起一陣話題。
1981年10月起，芝麻酒店資方拖欠員工薪資不發，到12月董事會改組，由香港益大財團託派黃嘉若接任張克東董事長之職，才發放10月上半月薪資，但10月下半月薪資到1982年1月14日才發放完畢，之後薪資張克東及益大財團台灣代理都不管，員工難以維生。曾有員工向張克東反應，酒店前的木彫意味著把財載走，才會如此，不如掉頭靈換個方向，也許可以改觀，結果張克東不為所動。1982年1月15日，員工代表向立法院請願呼籲立法委員主持公道，由內政委員會召集委員蔡友土接見受理。同月20日，酒店停業，桃園縣觀光協會當日派岳喜淼前往協調，說發放一月員工薪資，以員工自助經營方式暫時維持營業，配合春節石門地區觀光熱季，但未獲具體結論。次月3日，台北市婦女之家禮堂舉行華美債權人會場時，李亦海等榮民出現，毆打張克東。
芝麻酒店員工組成自救委員會，與該酒店持分委員會共同經營至1988年。1980年代末報導，石門芝麻大酒店、稻香村大酒店、雲霄大飯店、龍珠灣樂園及阿姆坪湖濱大飯店等，是被記者推薦的石門水庫之旅可供食宿的所在。

### 接手
之後買下稻香村大酒店的醫界企業大亨蕭永豐，經常與一旁的芝麻酒店員工接觸，使他後來有機會買下了芝麻酒店四分之三股份。該人出生於彰化縣社頭鄉，以在桃園縣龜山鄉經營醫院致富，後又接手高雄育英護校，並擔任董事長。他曾以大明醫院院長身分，企圖在芝麻酒店附近蓋起土地面積五千坪、建地二千坪、地上七層、地下兩層，共二百一十間房的保健旅館，但遭醫師公會抗議。
芝蔴酒店套房重新裝潢後，1992年7月28日以「芝蔴稻香休閒世界」稱呼重新開幕。蕭永豐同時經營的芝麻、稻香村酒店，成為當時桃園最大的觀光旅館。隨著石門水庫風光逐漸褪色，附近觀光業日漸蕭條，從最高峰一年近三百萬人次，到1994年報導時已不到一百三十萬人次，遊樂區彼此惡性競爭。1994年底，長期虧損的石門芝麻大酒店進行改組，由洪門總會長趙正明擔任董事長，蕭永豐因握有五分之三的股權仍為總裁。
1995年初蕭永豐創建圓明緣公司推廣芝麻大酒店的投資，兩酒店合併稱為「圓明緣國際酒店」。日本親王六條有康曾在該年7月27日來此飯店用餐，下午前往石門水庫遊覽。
1998年，政府規定石門水庫集水區多限制開發，加上紅極一時的亞洲樂園因經營權問題停擺，降低當地觀光旅遊的經營。同年7月1日，石門水庫觀光業者聯誼會，蕭永達等旅館業者抱怨觀光地區公告地價曾大幅調漲百倍，使得營運成本急遽增加，經營日益困難，石門地區觀光業虧損連連。次年10月，蕭永豐以芝麻大酒店總裁的身分，主張要在復興鄉三民地區建立色情專業區，以帶動觀光，引起原住民抗議。2000年7月14日，蕭永豐等等廿餘人被違反證交法、公司法、偽造文書等罪嫌將蕭永豐等廿餘人函送桃園地檢署偵辦，但蕭永豐喊冤。
之後蕭永豐繼續經營，但2004年10月13日晚，因石門水庫導水管工程大壩代班工人提早抽水，導致芝麻大酒店被黃泥覆蓋。

### 關閉
2008年，石門芝麻酒店關閉。2011年，通緝詐欺犯王棱斌假冒土地開發仲介達人，向郭姓電子公司老闆謊稱政商關係良好、可整合地主石門芝麻酒店開發案，詐財得一億七千萬元。今飯店土地為台商廖萬隆接手。